# Authenticated Identity Body
Authenticated Identity Body o AIB es un método para compartir una identidad autenticada entre los participantes de una red, permitiendo a un miembro firmar criptográficamente las cabeceras que aseguran la identidad del emisor de un mensaje en una transacción SIP, y proporcionar otras cabeceras necesarias para la integridad referencial.
ABI está descrito en el RFC 3893.
Tal y como se detalla en el RFC 3983: "Para asegurar una privacidad extremo a extremo sería deseable cifrar los mensajes AIB [...] Mientras que el cifrado de los mensajes AIB asegura que solamente el poseedor de una clave específica podrá descifrar el cuerpo del mensaje, esa clave única puede ser distribuida a través de una red de exista bajo políticas comunes. La seguridad de AIB está basada, por lo tanto, en la distribución segura de la clave. Sin embargo, para algunas redes (en las que hay federaciones de equipos confiables bajo una política común), la distribución global de la clave de descifrado puede ser apropiada. Algunas redes de telefonía, por ejemplo, podrían necesitar este modelo de funcionamiento. Cuando AIB está cifrado, AIB debería ser cifrado antes de ser firmado."